# Tomb Raider
Tomb Raider è un videogioco sviluppato da Core Design e pubblicato da Eidos Interactive, ed è il titolo inaugurale dell'omonima serie. Il videogioco ha come protagonista Lara Croft, un'archeologa inglese alla ricerca di antichi tesori, che può vagamente ricordare Indiana Jones. Originariamente commercializzato nel 1996 per Sega Saturn e convertito in seguito su PC e PlayStation, il gioco è stato acclamato dalla critica ed è risultato influente per tutta la generazione di giochi d'avventura seguenti.
Nel gennaio del 2022, è stato realizzato un porting non ufficiale del videogioco per Game Boy Advance; tale versione, uscita in fase alpha, è stata creata usando OpenLara, engine open source di Tomb Raider classico. Al riguardo, Paul Douglas, capo programmatore del gioco originale, ha commentato con un tweet: «Qualcuno mi dia un pizzicotto, sto sicuramente sognando».

## Trama
1945 ― Los Alamos, Nuovo Messico. Dopo un test nucleare nel deserto emerge un antico macchinario, all'interno del quale si trova una creatura umanoide.
1996 ― Lara Croft, facoltosa avventuriera britannica dedita all'archeologia, viene contattata da Larson, un mercenario al soldo di Jacqueline Natla, potente donna d'affari statunitense, titolare dell'industria di armi da fuoco Natla Technologies, la quale ingaggia Lara per recuperare un misterioso manufatto chiamato Scion. Secondo le ricerche di Natla, l'ubicazione di questo sarebbe in Perù, precisamente nel cuore della leggendaria città Inca di Vilcabamba. Lara parte quindi per il Perù e riesce a trovare la città, dove, dopo aver superato trappole, affrontato animali selvatici, e persino una valle dove vivono ancora dinosauri, riesce a recuperare l'artefatto nella tomba di un sovrano di nome Qualopec. All'uscita dalle rovine viene però attaccata da Larson; Lara riesce a batterlo e a farsi rivelare che quello rinvenuto è solo uno dei tre pezzi dello Scion. Insospettita dall'ambiguità di Natla, Lara visita nottetempo l'ufficio della donna alla sede della Natla Technologies, e qui trova ulteriori informazioni sullo Scion: si tratterebbe di un antichissimo e potente artefatto risalente alla civiltà di Atlantide.
Natla ha localizzato il secondo frammento in Grecia, all'interno di rovine accessibili da un monastero ubicato sulla vetta di una meteora. Qui Lara deve fronteggiare Pierre Dupont, un altro mercenario di Natla, che la insegue attraverso l'intricato complesso di strutture presenti sui lati e a valle della meteora, tra i quali l'antico palazzo di Re Mida. Nella parte più antica del complesso Lara scopre la tomba di Tihocan, secondo dei tre sovrani atlantidei. Qui Lara ha la meglio su Pierre e recupera il secondo pezzo dello Scion. Quando riunisce le due parti dell'artefatto, ha una visione durante la quale apprende che, migliaia di anni prima, la civiltà di Atlantide era governata da tre sovrani: Tihocan, Qualopec, e un terzo, dall'identità celata, che fu condannato all'ibernazione eterna per aver abusato dei poteri dello Scion per attaccare gli altri due e ottenere il dominio assoluto, causando un cataclisma che distrusse la civiltà atlantidea. La visione rivela anche che il terzo pezzo è nascosto in Egitto, nella città perduta di Khamoon.
Lara recupera anche l'ultimo pezzo dello Scion: una volta ricompostolo interamente, Lara assiste a un'altra visione, nella quale scopre che il terzo sovrano non è altri che la stessa Natla, rimasta in ibernazione fino al 1945. La donna tende a Lara un'imboscata con alcuni scagnozzi, e, dopo averla disarmata, le sottrae lo Scion col quale intende creare un'armata di creature mutanti per rigenerare la specie umana. Lara riesce a scappare e successivamente parte all'inseguimento di Natla, che nel frattempo raggiunge la grande piramide della capitale di Atlantide, i cui resti si trovano sepolti sotto un'isola al centro dell'Atlantico meridionale, nei pressi di Ascensione, parzialmente esposti da operazioni minerarie della Natla Technologies. Una volta penetrata nella piramide, che si rivela un complesso tecnologico attivato dallo Scion, Lara è costretta a distruggere l'artefatto e poi a sconfiggere Natla. La distruzione dello Scion attiva un sistema di autodistruzione dell'intera piramide; l'archeologa riesce tuttavia a uscire poco prima dell'esplosione, dopo la quale fa rotta per l'Inghilterra.

## Modalità di gioco
In Tomb Raider, il giocatore controlla l'archeologa Lara Croft, con una visuale in terza persona, in un mondo a tre dimensioni. Il gameplay comprende combattimenti, risoluzione di enigmi e fasi di platforming.
Oltre a camminare, correre e saltare, Lara può eseguire passi laterali o verticali, ruotare a 180°, tuffarsi e nuotare in acqua (in tal caso, una barra di energia indica la resistenza di Lara all'annegamento). Per combattere ha a disposizione di default doppie pistole con munizioni infinite, ma nel gioco può trovare fucile a pompa, doppie pistole di grosso calibro e doppie Uzi automatiche. Ad un certo punto della storia, Lara sarà privata di tutte le sue armi, lasciando il giocatore indifeso e obbligato a ritrovare le pistole: questo avvenimento verrà riproposto in molti episodi successivi.
Nella versione PlayStation e Sega Saturn di Tomb Raider, il salvataggio è permesso solo in punti stabiliti del livello, contrassegnati da cristalli blu, e ciò costringe il giocatore a ripetere ampie sezioni del livello in caso di game-over. Negli episodi seguenti il sistema di salvataggio sarà rivisto.

### Personaggi
- Lara Croft: Lara Croft è un'archeologa inglese di origini aristocratiche, specializzata nel rintraccio di antichi artefatti.
- Jacqueline Natla: Una ricca donna d'affari, proprietaria della Natla Technologies. All'inizio del gioco contatta Lara per farle trovare lo Scion, un potente manufatto proveniente da Atlantide. Più tardi viene rivelato che in realtà Natla è una dei tre sovrani di Atlantide, condannata ad essere ibernata per i suoi crimini dagli altri due re, Qualopec e Tihocan.
- Larson Conway: Uno degli scagnozzi di Natla, Larson è un americano dal grilletto facile ed è colui che per primo mette in contatto Lara con Natla. Lara lo affronterà due volte: la prima in Perù, dove lui gli rivelerà importanti indizi su Natla; la seconda in Egitto, dove lo ucciderà.
- Pierre Dupont: pericoloso mercenario-archeologo francese, rivale di Lara, viene ingaggiato da Natla per trovare il secondo pezzo dello Scion. Lara lo incontra sulla via che conduce alla Tomba di Tihocan, dove lo affronterà per l'ultima volta.
- Il Cow-Boy: uno degli scagnozzi di Natla, è un uomo sarcastico, armato di revolver[9] e vestito da cow-boy. Dopo l'agguato in Egitto si impossessa delle sue Magnum. Lara lo ucciderà all'ingresso dell'area scavi nelle miniere di Natla.
- L'Uomo Calvo (Kold): guardia del corpo di Natla, è un uomo massiccio e vestito con un impermeabile nero; dopo l'agguato in Egitto si impossessa del fucile di Lara. Lara lo ucciderà alle porte della Grande Piramide di Atlantide.
- Skater-Boy (Kid): un altro degli scagnozzi di Natla, è un ragazzino biondo che si sposta a bordo di uno skate-board. Dopo l'agguato in Egitto si impossessa degli Uzi di Lara, che lo uccide all'ingresso di Atlantide, da lui adoperato come pista da skate.
- Qualopec: Uno dei tre sovrani del continente perduto di Atlantide, la cui tomba è situata nell'antica città di Vilcabamba. Qualopec si distingue per l'esoscheletro meccanico che gli consente di camminare sollevato da terra.
- Tihocan: Il secondo sovrano di Atlantide, Tihocan fu seppellito in un'ignota località greca.

## Scenari

### Livelli principali
Dal menù principale, il giocatore può scegliere se completare il livello d'allenamento nella casa di Lara prima di iniziare il gioco vero e proprio. Tale livello d'addestramento è inserito appositamente per far familiarizzare il giocatore con i comandi principali del gioco.

#### Perù
- 1º Livello: Caverne
- 2º Livello: Città di Vilcabamba
- 3º Livello: Valle Perduta
- 4º Livello: Tomba di Qualopec

#### Grecia
- 5º Livello: St. Francis Folly
- 6º Livello: Colosseo
- 7º Livello: Palazzo di Mida
- 8º Livello: La Cisterna
- 9º Livello: Tomba di Tihocan

#### Egitto
- 10º Livello: Città di Khamoon
- 11º Livello: Obelisco di Khamoon
- 12º Livello: Santuario dello Scion

#### Atlantide, nei pressi dell'Isola di Ascensione
- 13º Livello: Miniere di Natla
- 14º Livello: Atlantide
- 15º Livello: La Grande Piramide

### Livelli diUnfinished Business
Nel 1998, Tomb Raider fu ripubblicato in esclusiva per computer comprensivo di un'espansione, anche detta Gold, consistente di quattro livelli, intitolata Unfinished Business.

#### Atlantide, nei pressi dell'Isola di Ascensione
Continuando dal punto esatto in cui termina il gioco originale, Unfinished Business narra di come Lara Croft, prima di lasciare le rovine della capitale di Atlantide, le esplorò ulteriormente per assicurarsi che tutte le creature mutanti di Natla fossero distrutte.
- 16º Livello: Fortezza atlantidea
- 17º Livello: L'alveare

#### Egitto
Successivamente, Lara torna presso Khamoon in Egitto, alla ricerca di un tempio inesplorato dedicato alla dea-gatto egiziana, Bastet, e di una preziosa statua della stessa.
- 18º Livello: Ritorno in Egitto
- 19º Livello: Tempio del Gatto

All'epoca della pubblicazione, i due livelli in Egitto precedevano quelli di Atlantide, nonostante fossero ambientati in un periodo successivo (i livelli atlantidei sono in effetti un sequel diretto del gioco originale, poiché iniziano nel preciso punto in cui esso terminava). In un'intervista dell'anno successivo, il game designer Philip Campbell spiegò che nei piani originari le due sezioni erano invertite, ma poi avevano deciso di far cominciare l'espansione coi livelli egiziani perché erano più semplici, allo scopo di garantire una difficoltà crescente. Nell'edizione Remastered, le due sezioni sono presentate nell'ordine pensato originariamente.

## Sviluppo
I lavori preliminari di Tomb Raider cominciarono nel 1993 . Il titolo fu creato dalla Core Design britannica, che impiegò 18 mesi per svilupparlo. Il team consisteva in sei persone, tra le quali Toby Gard, a cui è attribuita l'invenzione di Lara Croft. Il personaggio subì numerosi cambiamenti prima che la Core stabilisse la versione per cui divenne famosa perché prima l'eroina era un maschio. Alle primissime origini, infatti, si era pensato di dare al giocatore la scelta tra un personaggio maschile ed un altro femminile. Ma poi, si resero conto che la scelta di lavorare su due personaggi avrebbe significato il raddoppiamento del lavoro sulle cutscenes. Si decise, quindi, di mantenere Lara, data la preferenza dell'autore. Riguardo a tutto ciò, Gard si è ispirato a Virtua Fighter. "Guardando la gente giocare a Virtua Fighter, praticamente uno dei primi giochi con grafica 3D che girava su console, ho notato che, nonostante ci fossero solo due femmine, tra i personaggi, erano quest'ultime, a venir scelte con maggior frequenza", riportò Gard in un'intervista. 

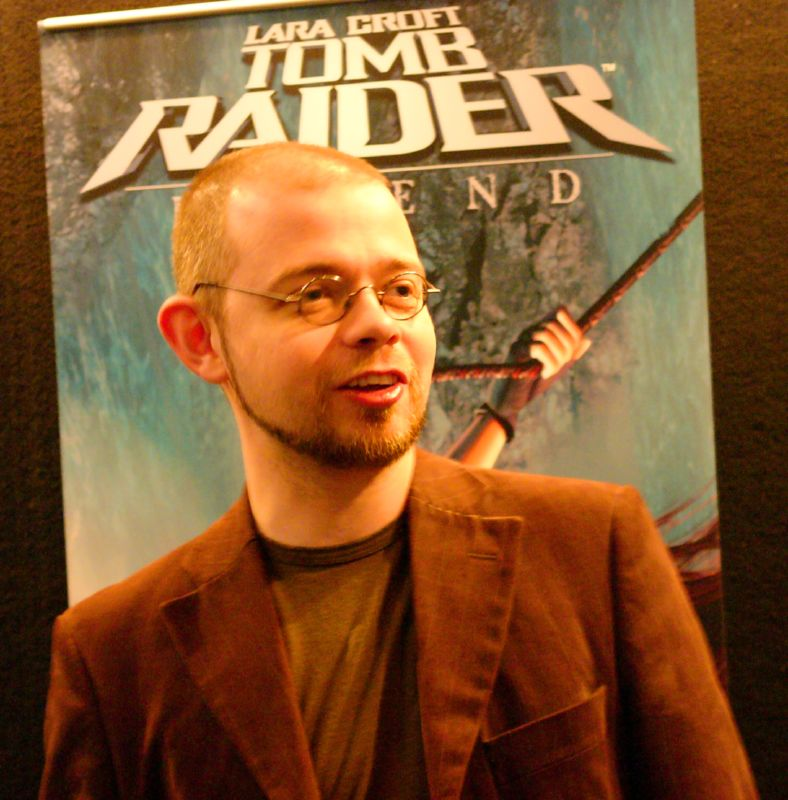
Toby Gard, l'inventore di Tomb Raider.

In quanto tale Lara nacque col nome di Laura Cruz, a cui furono brevemente date origini latine. Più tardi fu adottato il nome americaneggiante di Lara Cruise, per attrarre più il pubblico americano. Nello stesso tempo, la sua biografia cominciò a prendere forma e venne deciso di renderla inglese, di conseguenza Cruise fu cambiato in Croft per adattare ciò. Dalla saggia personalità, Lara nei primi progetti era un tipo militaristico dal sangue freddo, caratteristica che venne poi cambiata per dar spazio alle caratteristiche della "lady inglese", oltre a quelle dell'avventuriera. 
Il motore grafico fu progettato da zero da Paul Douglas. Inoltre, sono stati sviluppati diversi strumenti per permettere agli artisti di lavorare liberamente su livelli e personaggi. L'animazione di Lara fu lavorata per fotogramma a chiave in 3D Studio (versione 4), anziché utilizzare l'acquisizione del movimento. Questo ha permesso al team di sviluppatori di abbinare con precisione i movimenti dello sprite al sistema di griglia del livello. I più grandi ostacoli tecnici nello sviluppo furono i sistemi dell'intelligenza artificiale, fotocamera ed animazione. Il gameplay è stato particolarmente ispirato a quello di Prince of Persia. Un'avventura tridimensionale come Tomb Raider era rivoluzionaria, per l'epoca, e il team ha lottato per rendere concreta la visione di Toby Gard sull'hardware contemporaneo, ovvero quella di un'interazione libera e completa con l'ambiente circostante. Secondo il programmatore Gavin Rummery, l'idea di costruire il mondo su una griglia ha facilitato l'intero progetto, sia in termini lavorativi che tecnici. Anche se il gameplay e le meccaniche di movimento sono state paragonate a Super Mario 64.
La famosa taglia del seno di Lara fu in realtà ottenuta per errore. Toby Gard stava trafficando col modello quando, accidentalmente, ingrandì il suo seno del 150% rispetto all'idea originale. Mentre lo stava ridimensionando per farlo tornare a dimensioni "normali", gli altri progettisti lo incitarono invece a lasciarlo con dimensioni maggiorate. A partire dal titolo Tomb Raider Legend esse saranno rese più aggraziate.
La casa di Lara fu modellata prendendo spunto dalla facciata dell'edificio Derby Studios dove la Core Design lavorava.

## Accoglienza del pubblico e influenza
Al momento della distribuzione, Tomb Raider fu ampiamente elogiato da molte riviste di videogiochi per la sua rivoluzionaria grafica, la giocabilità innovativa e la trama coinvolgente; dettagli mai raggiunti dai giochi di quell'epoca. Tutti questi fattori favorirono l'ascesa alla celebrità di Tomb Raider. Le vendite conseguenti furono altissime, arrivando in cima alle classifiche e contribuendo molto ad aumentare la fama anche della PlayStation. Essendo uno dei giochi più venduti del sistema, Tomb Raider fu anche il primo gioco ad essere commercializzato in versione Platinum dalla PlayStation e il suo successo fece Tomb Raider II uno dei giochi più attesi del 1997.
Nel 1998 Tomb Raider ha vinto l'Origins Award per Il Migliore Gioco d'Azione per Computer del 1997.
Nondimeno, Tomb Raider ricevette alcune critiche per la visuale e per alcuni bachi, così come per la difficoltà del sistema di salvataggio.
L'uso di un'eroina donna, nel gioco, è stato sia acclamato che rivoluzionario, dato che ha rotto la generale prospettiva di un uomo come protagonista di un gioco; per questo il gioco attirò sia il pubblico femminile che quello maschile. Lara divenne ben presto una celebrità virtuale nel mondo dei giochi, addirittura un'icona sexy. Oltre alle comparse del gioco, Lara comparve nelle copertine delle riviste, in libri a fumetti, in film e canzoni (Amami Lara di Eugenio Finardi e Larasong dei Litfiba). Divenne anche la testimonial di diversi prodotti raggiungendo una fama mai vista finora per un personaggio virtuale.

## Differenze tra ogni versione
Tomb Raider fu distribuito per PC, Macintosh, PlayStation e Sega Saturn. I metodi di salvataggio sono diversi; nella versione PC e Macintosh si può salvare ovunque, mentre nelle versioni PlayStation e Sega Saturn il giocatore è obbligato a trovare i Cristalli di Salvataggio per salvare la partita.
L'edizione Greatest Hits della versione PlayStation contiene demo extra e video di altri giochi Eidos. Le demo incluse sono Legacy of Kain: Soul Reaver, Tomb Raider III e Gex 3: Deep Cover Gecko. I video inclusi sono Fear Effect e Fighting Force 2. Le versioni PC e Macintosh furono ripubblicate con livelli bonus aggiuntivi.
Su PC è possibile utilizzare Advanced Tomb Raider Installer, patch che permette di far girare il gioco originale, progettato per MS-DOS, sotto sistemi operativi con tecnologia NT, quali Windows 2000 e Windows XP. Inoltre, tramite esso, è possibile giocare con l'accelerazione grafica, cosa precedentemente possibile solo attraverso delle patch sotto forma di eseguibili DOS modificati specifici per ogni scheda grafica (come 3Dfx o Rendition).
Negli ultimi anni sono state rilasciate diverse patch, che permettono di migliorare notevolmente la grafica del gioco e risolvere numerosi bug e glitch.

## Localizzazione
La doppiatrice di Lara in questo episodio è Shelley Blond, che non ha doppiato gli episodi successivi.
Il gioco non ha ricevuto una localizzazione italiana ufficiale, né sottotitoli, tuttavia la versione italiana del gioco contiene una descrizione in italiano sul retro della confezione.
Il gioco è stato ufficialmente tradotto in italiano nelle versioni Android e iOS (solo sottotitoli).
Un'ulteriore localizzazione in italiano ufficiale del gioco è quella pubblicata il 14 febbraio 2024 all'interno della collezione Tomb Raider Remastered, che presenta i testi di gioco e i sottotitoli ai filmati in lingua italiana.

## Remake e conversioni

### Tomb Raider: Anniversary
Il primo indizio di un remake dell'originale Tomb Raider fu all'interno di un rapporto finanziario di SCi Entertainment che rivelò il gioco Tomb Raider 10th Anniversary Edition per PSP, il quale sarebbe dovuto uscire nell'estate 2006. Un altro indizio apparve come voce di corridoio il 30 maggio 2006: "Eidos/SCi ha intenzione di celebrare il 10º compleanno di Lara pubblicando un remake della sua prima avventura". Un trailer di grande effetto che mostrava il footage del nuovo Tomb Raider fu distribuito su Internet l'8 giugno 2006. I titoli ed il logo del trailer dichiaravano che il titolo sarebbe stato Lara Croft Tomb Raider: Anniversary Edition, un gioco per PSP sviluppato da Core Design. Nel trailer compariva Lara Croft in ambienti già familiari, che non erano altro che quelli del primo episodio rimodellati, completi di nuovi scenari ed animazioni molto più emozionanti che le originali. Nei forum si è discusso della veridicità del trailer, poiché vi era in sottofondo una famosa musica di un film che fece chiedere ai fan se si trattasse di un progetto reale. Il 15 giugno 2006 Core Design rilasciò una dichiarazione ufficiale che sosteneva che il trailer era "una presentazione interna di un gioco che era in corso di sviluppo da Core Design da poco" e che è stato completamente cancellato da SCi.
Tuttavia, il 16 giugno, Eidos Interactive ha annunciato ufficialmente un'Edizione del 10º Anniversario di Tomb Raider sviluppata da Crystal Dynamics anziché Core Design. Il 30 ottobre 2006 Eidos ha affermato che il remake si sarebbe chiamato Lara Croft Tomb Raider: Anniversary. Il gioco non è identico all'originale, ma ne ha in comune la storia e gli ambienti. Il gioco è disponibile per PSP, PS2, PS3, PC, Wii, Xbox 360 e macOS. Il 25 maggio 2007 sera, in contemporanea mondiale è stata pubblicata la demo per la versione PC.

### Tomb Raider: Starring Lara Croft
Il 7 ottobre del 2003 la Eidos Interactive pubblicò per la console portatile N-Gage, Tomb Raider: Starring Lara Croft, un port della versione per PlayStation. In questo gioco il vestito di Lara, nonostante sia sempre lo stesso modello, ha i colori del vestito classico in Tomb Raider: The Angel of Darkness.

### Tomb Raider I-III Remastered
Una versione rimasterizzata del gioco è stata annunciata durante un Nintendo Direct il 14 settembre 2023 come parte di Tomb Raider I-III Remastered, una collezione che contiene le edizioni rimasterizzate dei primi tre giochi della serie originale. Uscita il 14 febbraio 2024 per PlayStation 4, PlayStation 5, Nintendo Switch, Microsoft Windows, Xbox One e Xbox Series X e Series S, la collezione presenta per la prima volta una traduzione in italiano del gioco nei testi e nei sottotitoli ai filmati, tuttavia è stata pesantemente criticata per gli avvisi di avvertenza o "trigger warnings" pre-avvio ritenuti non necessari, inappropriati, infantili, diffamatori e irrispettosi nei confronti sia dei giocatori che degli sviluppatori e creatori originali, una forte critica già fatta in precedenza verso la Metal Gear Solid: Master Collection.